# Pierre Guéguen
Ne doit pas être confondu avec Pierre Guéguen (directeur de la photographie).
Pierre Guéguen, né le 29 mars 1889 à Perros-Guirec dans le département des Côtes-d'Armor en France, et mort le 22 février 1965 à Toulon, est un poète, écrivain et critique d'art.
Il a compose des poemes cosmiques, legendaires, fantaisistes et familiers, precieux et baroques, dont le charme est certain: La chasse au faon rose, Jeux cosmiques, Le bar des mots (1953). Il a tenu, pendant des annees, avant la Seconde Guerre mondiale, une chronique de poesie, objective et intelligente, dans Les nouvelles litteraires. On lui doit enfin de solides etudes sur la Poesie de Racine, ou il etudie plus specialement l'euphonie du vers racinien, et un Paul Valery, poete de la comedie intellectuelle. Il a, d'autre part, ecrit plusieurs ouvrages sur sa Bretagne natale, dont il était amoureux et un propagandiste fervent.

## Publications
Liste non exhaustive.
- Marée de printemps, Paris, Rieder, "Prosateurs français contemporains", 1923.
- Arc-en-ciel sur la Domnonée, Paris, Rieder, "Prosateurs français contemporains", 1923.
- Bretagne au bout du monde. Types et coutumes. Dessins originaux de Mathurin Meheut, Paris, éditions des "Horizons de France", 1930, 137 p.
- Kô et Kô les deux esquimaux. Images de Vieira da Silva, Paris, J. Bucher , 1933, 26 p.
- Roland Oudot, Paris, Éditions Sequana (collection Les Maîtres de demain, n° 7), 1943, 31 p.
- Tréguier et son alentour. Composition et photographies de Joseph Savina, Tréguier, Syndicat d'initiative, 1948, 28 p.